# تاکاشی اوکازاکی
تاکاشی اوکازاکی (انگلیسی: Takashi Okazaki؛ زادهٔ ۱۸ مارس ۱۹۷۴) طراح گرافیک، و مانگاکا اهل ژاپن است.